# 利亞維伊馬納山
15°45′11″S 68°34′11″W / 15.75306°S 68.56972°W
利亞維伊馬納山（Llawi Imaña），是玻利維亞的山峰，位於該國西部拉巴斯省的拉雷卡哈省，處於玻利維亞瑞阿爾山脈以北，屬於安第斯山脈的一部分，海拔高度4,854米。